# Конвой SC 121
Конвой SC 121 (англ. Convoy SC 121) — 121-й атлантичний конвой серії SC у кількості 69 транспортних суден, що в супроводженні союзних кораблів британсько-американсько-канадської ескортної групи A-3 прямував із Сідні до Ліверпуля. Конвой вийшов 23 лютого від берегів Канади і 14 березня досягнув Ліверпуля. На маршруті руху конвой атакували 27 німецьких підводних човнів, унаслідок чого було втрачено 14 суден і ще одне судно зазнало пошкоджень. Крігсмаріне втратили один підводний човен.

## Історія
24 січня 1943 року судна конвою SC 121 вирушили із Сідні і зустрілися з кораблями британсько-американсько-канадської ескортної групи A-3 середньо-океанського регіону, що складалася з куттера «Спенсер», есмінця «Ґрір», корветів «Дофін», «Діантус», «Ростерн» та «Тріліум», а також рятувального судна конвою Melrose Abbey.
Коли вжиті заходи щодо захисту конвоїв у західній Атлантиці поклали край «Другому щасливому часу», адмірал Карл Деніц, головнокомандувач підводних сил Крігсмаріне (BdU), переніс свою увагу на середню Атлантику, щоб уникнути зони досяжності патрулювання літаків. Хоча в середині океану маршрути конвоїв стали менш передбачуваними, Деніц вважав, що збільшена кількість підводних човнів, що діятимуть одночасно, зможе ефективно шукати конвої за сприяння розвідувальних даних, отриманих завдяки розшифровці дешифрувальників морської розвідки (B-Dienst) британського військово-морського шифру номер 3. Однак лише 20 відсотків із 180 трансатлантичних конвоїв, що йшли з кінця липня 1942 року до кінця квітня 1943 року, втратили судна внаслідок нападу підводних човнів.
Перші дні руху конвою вдавалося уникнути німецьких патрульних рубежів «Бургграф» та «Вайлдфанг», але потім він наразився на U-405. Після отримання повідомлення про виявлення конвою союзників, BdU сформував вовчі зграї «Остмарк» (лише з 8-го числа) та «Вестмарк».
У конвої виявилося багато відсталих суден, яким важко було слідувати за основними силами конвою через негоду. Ескортна група A3 також перебуває у поганому стані, прийнявши ескорт над SC-121 лише через кілька днів після розгрому конвою ON 166. Більшість ескортних кораблів мали проблеми з обладнанням і потребували термінового ремонту або навіть сухого докування.
Шторм пошкодив систему радіозв'язку на борту корабля командира ескорту «Спенсер», і «Дофін» був змушений залишити конвой через пошкодження рульового механізму. У ніч з 6 на 7 березня U-230 торпедував британське вантажне судно Egyptian. Британське вантажне судно «Емпайр Імпала» зупинилося, щоб врятувати тих, хто вижив, і на світанку було торпедовано U-591.
8 березня, коли шторм вщух, U-190 торпедував британське вантажне судно Empire Lakeland, а ще чотири судна, що відстали, були потоплені U-526, U-527, U-591 та U-642. 9 березня ескорт конвою був посилений B-24 «Ліберейтор» 120-ї ескадрильї Королівських ПС з Північної Ірландії, есмінцем «Беббітт» і куттерами «Бібб» та «Інгем» з Ісландії.
Увечері 9 березня U-530 торпедував шведське вантажне судно «Мілос», що відстало. Тієї ж ночі U-405 торпедував норвезьке вантажне судно «Бонневіль», тоді як U-229 потопив британське вантажне судно «Найлсі Корт», а U-409 — британське ескортне нафтоносне судно «Роузвуд» та американське судно з боєприпасами «Малантік».
10 березня корвети «Кемпіон» та «Меллоу» підсилили ескорт конвою, який досяг Ліверпуля 14 березня. Врятовано було лише 76 з 275 членів екіпажу затонулих суден.
Битва за конвой SC 121 була лише однією з довгої серії великих битв за конвої, в яких підводні човни Крігсмаріне намагалися зірвати життєво важливий північноатлантичний шлях постачання до островів Британії. Система конвоїв здавалася дедалі менш корисною, оскільки «вовчі зграї» знищували конвой за конвоєм. Але обнадійливим для британців був той факт, що значна кількість суден була потоплена поза конвоєм, як повільно повзучі судна або відсталі судна без ескорту, що доводило необхідність конвоїв.

## Кораблі та судна конвою SC 121

### Транспортні судна
Позначення
| Назва                      | Прапор              | Тоннаж (GRT) | Прим.                                                  |
| -------------------------- | ------------------- | ------------ | ------------------------------------------------------ |
| Alcoa Leader (1919)        | США                 | 5041         |                                                        |
| Astrid (1942)              | Норвегія            | 2861         |                                                        |
| Badjestan (1928)           | Велика Британія     | 5573         |                                                        |
| Baldbutte (1919)           | США                 | 6295         |                                                        |
| Bengkalis (1918)           | Нідерланди          | 6453         |                                                        |
| Bonneville (1929)          | Норвегія            | 4665         | судно комодора конвою; 9 березня потоплено U-405       |
| Brant County (1915)        | Норвегія            | 5001         | повернулося до Галіфаксу                               |
| British Freedom (1928)     | Велика Британія     | 6 985        |                                                        |
| British Progress (1927)    | Велика Британія     | 4581         |                                                        |
| Camerata (1931)            | Велика Британія     | 4875         |                                                        |
| Clunepark (1928)           | Велика Британія     | 4875         |                                                        |
| Coulmore (1936)            | Велика Британія     | 3670         | 10 березня пошкоджений унаслідок торпедної атаки U-229 |
| Dilworth (1919)            | США                 | 7045         |                                                        |
| Egton (1938)               | Велика Британія     | 4363         |                                                        |
| Egyptian (1920)            | Велика Британія     | 2 868        | 7 березня потоплено U-230                              |
| El Grillo (1922)           | Велика Британія     | 7264         |                                                        |
| Empire Advocate (1913)     | Велика Британія     | 5787         |                                                        |
| Empire Bunting (1919)      | Велика Британія     | 6318         |                                                        |
| Empire Caxton (1942)       | Велика Британія     | 2873         |                                                        |
| Empire Forest (1942)       | Велика Британія     | 7025         |                                                        |
| Empire Grebe (1918)        | Велика Британія     | 5736         |                                                        |
| Empire Impala (1929)       | Велика Британія     | 6116         | 7 березня потоплено U-591                              |
| Empire Keats (1942)        | Велика Британія     | 7035         | судно віце-комодора конвою                             |
| Empire Lakeland (1942)     | Велика Британія     | 7015         | 8 березня потоплено U-190                              |
| Empire Opossum (1918)      | Велика Британія     | 5644         |                                                        |
| Empire Planet (1923)       | Велика Британія     | 4290         |                                                        |
| Eskdalegate (1930)         | Велика Британія     | 4250         |                                                        |
| Fort Lamy (1930)           | Велика Британія     | 5242         | 8 березня потоплено U-527                              |
| Fort Remy (1943)           | Велика Британія     | 7127         |                                                        |
| Garnes (1930)              | Норвегія            | 1559         |                                                        |
| Gascony (1925)             | Велика Британія     | 4716         |                                                        |
| Gatineau Park (1942)       | Велика Британія     | 7128         |                                                        |
| Guido (1930)               | Велика Британія     | 3921         | 8 березня потоплено U-633                              |
| Hallfried (1918)           | Норвегія            | 2968         |                                                        |
| Harpefjell (1939)          | Норвегія            | 1333         |                                                        |
| Harperly (1930)            | Велика Британія     | 4586         |                                                        |
| Hollywood (1920)           | США                 | 5498         |                                                        |
| Katendrecht (1925)         | Нідерланди          | 5099         |                                                        |
| Kingswood (1929)           | Велика Британія     | 5080         |                                                        |
| L V Stanford (1921)        | США                 | 7138         |                                                        |
| USS Laramie (AO-16) (1919) | США                 | 5450         | танкер-заправник; прямував до Гренландії               |
| Leadgate (1925)            | Велика Британія     | 2125         | 8 березня потоплено U-642                              |
| Lobos (1921)               | Велика Британія     | 6479         |                                                        |
| Lombardy (1921)            | Велика Британія     | 3379         |                                                        |
| Lorient (1921)             | Велика Британія     | 4737         |                                                        |
| Malantic (1929)            | США                 | 3837         | 9 березня потоплено U-409                              |
| Manchester Progress (1938) | Велика Британія     | 5620         |                                                        |
| Melrose Abbey (1929)       | Велика Британія     | 1924         | рятувальне судно конвою                                |
| Miguel de Larrinaga (1924) | Велика Британія     | 5231         |                                                        |
| Milos (1898)               | Швеція              | 3058         | 9 березня потоплено U-530                              |
| Morska Wola (1924)         | Польща              | 3208         |                                                        |
| Nadin (1904)               | Грецьке королівство | 3852         |                                                        |
| Nailsea Court (1936)       | Велика Британія     | 4946         | 10 березня потоплено U-229                             |
| Parkhaven (1920)           | Нідерланди          | 4803         |                                                        |
| Porjus (1906)              | Швеція              | 2965         | повернувся в порт і згодом вийшов з конвоєм SC 122     |
| Raranga (1916)             | Велика Британія     | 10 063       |                                                        |
| Ravnefjell (1938)          | Норвегія            | 1339         |                                                        |
| Reaverley (1940)           | Велика Британія     | 4998         | повернулося в порт                                     |
| Rosewood (1931)            | Велика Британія     | 5989         | 9 березня потоплений U-409                             |
| San Tirso (1913)           | Велика Британія     | 6266         |                                                        |
| Scorton (1939)             | Велика Британія     | 4813         |                                                        |
| Sinnington Court (1928)    | Велика Британія     | 6910         |                                                        |
| Suderoy (1913)             | Норвегія            | 7562         |                                                        |
| Sutlej (1940)              | Велика Британія     | 5189         |                                                        |
| Thraki (1941)              | Грецьке королівство | 7460         |                                                        |
| Trontolite (1918)          | Велика Британія     | 7115         |                                                        |
| Vancolite (1928)           | Велика Британія     | 11404        |                                                        |
| Vojvoda Putnik (1931)      | Югославія           | 5879         | 8 березня потоплений U-591                             |
| Zouave (1930)              | Велика Британія     | 4256         | повернулося в порт                                     |

### Кораблі ескорту
| Назва                 | Прапор                                  | Тип корабля                                | Прим.               |
| --------------------- | --------------------------------------- | ------------------------------------------ | ------------------- |
| «Брентфорд»           | Військово-морські сили Канади           | корвет типу «Флавер»                       | 23-26 лютого        |
| «Кемпіон»             | Військово-морські сили Великої Британії | корвет типу «Флавер»                       | 9-15 березня        |
| «Чикутімі»            | Військово-морські сили Канади           | корвет типу «Флавер»                       | 25 лютого—4 березня |
| «Дофін»               | Військово-морські сили Канади           | корвет типу «Флавер»                       | 3-12 березня        |
| «Діантус»             | Військово-морські сили Великої Британії | корвет типу «Флавер»                       | 3-12 березня        |
| «Дундас»              | Військово-морські сили Канади           | корвет типу «Флавер»                       | 23-26 лютого        |
| «Ґананокве»           | Військово-морські сили Канади           | тральщик класу «Бангор»                    | 23-26 лютого        |
| «Гранбі»              | Військово-морські сили Канади           | тральщик класу «Бангор»                    | 25 лютого—4 березня |
| «Гамільтон»           | Військово-морські сили Канади           | ескадрений міноносець типу «Таун»          | 25 лютого—4 березня |
| HMS Kirkella (FY 174) | Військово-морські сили Великої Британії | протичовновий траулер                      | 12-14 березня       |
| «Меллоу»              | Військово-морські сили Великої Британії | корвет типу «Флавер»                       | 8-12 березня        |
| «Менсфілд»            | Військово-морські сили Канади           | ескадрений міноносець типу «Таун»          | 3-4 березня         |
| «Матапедіа»           | Військово-морські сили Канади           | корвет типу «Флавер»                       | 25 лютого—4 березня |
| «Медисин-Гет»         | Військово-морські сили Канади           | тральщик класу «Бангор»                    | 2-3 березня         |
| «Ред-Дір»             | Військово-морські сили Канади           | тральщик класу «Бангор»                    | 25 лютого—4 березня |
| «Ростерн»             | Військово-морські сили Канади           | корвет типу «Флавер»                       | 3-12 березня        |
| «Тріліум»             | Військово-морські сили Канади           | корвет типу «Флавер»                       | 3-12 березня        |
| «Бібб»                | Берегова охорона США                    | куттер типу «Трежері»                      | 9-10 березня        |
| «Інгем»               | Берегова охорона США                    | куттер типу «Трежері»                      | 9-11 березня        |
| «Спенсер»             | Берегова охорона США                    | куттер типу «Трежері»                      | 3-12 березня        |
| «Беббітт»             | Військово-морські сили США              | ескадрений міноносець типу «Вікс»          | 9-11 березня        |
| «Ґрір»                | Військово-морські сили США              | ескадрений міноносець типу «Вікс»          | 3-12 березня        |
| «Візерінгтон»         | Військово-морські сили Великої Британії | ескадрений міноносець «Адміралті» типу «W» | 3-4 березня         |

## Підводні човни, що брали участь в атаці на конвой
| Назва                              | Тип                                | Командир                                       | Результати атаки                                                   |                                    |
| Вовча зграя «Вестмарк» (17 човнів) | Вовча зграя «Вестмарк» (17 човнів) | Вовча зграя «Вестмарк» (17 човнів)             | Вовча зграя «Вестмарк» (17 човнів)                                 | Вовча зграя «Вестмарк» (17 човнів) |
| ---------------------------------- | ---------------------------------- | ---------------------------------------------- | ------------------------------------------------------------------ | ---------------------------------- |
| U-228                              | типу VIIC                          | капітан-лейтенант Ервін Крістоферсен           | не атакував                                                        |                                    |
| U-230                              | типу VIIC                          | капітан-лейтенант Пауль Зігманн                | не здобув перемоги                                                 |                                    |
| U-332                              | типу VIIC                          | оберлейтенант-цур-зее Ебергард Гюттеманн       | не здобув перемоги                                                 |                                    |
| U-359                              | типу VIIC                          | оберлейтенант-цур-зее Гайнц Ферстер            | не атакував                                                        |                                    |
| U-405                              | типу VIIC                          | корветтен-капітан Рольф-Генріх Гопман          | 9 березня потопив Bonneville з LCT HMS LCT-2341 на борту           |                                    |
| U-409                              | типу VIIC                          | оберлейтенант-цур-зее Ганс-Фердинанд Массманн  | 9 березня потопив Malantic і Rosewood                              |                                    |
| U-432                              | типу VIIC                          | капітан-лейтенант Герман Екгардт               | не атакував                                                        |                                    |
| U-448                              | типу VIIC                          | оберлейтенант-цур-зее Гельмут Даутер           | не атакував                                                        |                                    |
| U-523                              | типу IXC                           | капітан-лейтенант Вернер Піч                   | не атакував                                                        |                                    |
| U-526                              | типу IXC/40                        | капітан-лейтенант Ганс Мегліх                  | не здобув перемоги                                                 |                                    |
| U-527                              | типу IXC/40                        | капітан-лейтенант Герберт Уліг                 | 8 березня потопив Fort Lamy з LCT HMS LCT-2480 на борту            |                                    |
| U-566                              | типу VIIC                          | капітан-лейтенант Ганс Горнколь                | не атакував                                                        |                                    |
| U-591                              | типу VIIC                          | капітан-лейтенант Ганс-Юрген Цече              | 7 березня потопив Empire Impala; 8 березня потопив Vojvoda Putnik  |                                    |
| U-616                              | типу VIIC                          | оберлейтенант-цур-зее Зігфрід Койчка           | не здобув перемоги                                                 |                                    |
| U-634                              | типу VIIC                          | оберлейтенант-цур-зее Ебергард Дальгаус        | не атакував                                                        |                                    |
| U-659                              | типу VIIC                          | капітан-лейтенант Ганс Шток                    | не атакував                                                        |                                    |
| U-709                              | типу VIIC                          | оберлейтенант-цур-зее Карл-Отто Вебер          | не атакував                                                        |                                    |
| Вовча зграя «Остмарк» (9 човнів)   |                                    |                                                |                                                                    |                                    |
| U-190                              | типу IXC/40                        | капітан-лейтенант Макс Вінтермеєр              | не здобув перемоги                                                 |                                    |
| U-229                              | типу VIIC                          | оберлейтенант-цур-зее Роберт Шетеліг           | 10 березня потопив Nailsea Court і пошкодив Coulmore               |                                    |
| U-439                              | типу VIIC                          | оберлейтенант-цур-зее Гельмут фон Тіппельскірх | не атакував                                                        |                                    |
| U-447                              | типу VIIC                          | капітан-лейтенант Фрідріх Боте                 | не атакував                                                        |                                    |
| U-530                              | типу IXC/40                        | капітан-лейтенант Курт Ланге                   | 9 березня потопив Milos                                            |                                    |
| U-618                              | типу VIIC                          | капітан-лейтенант Курт Баберг                  | не атакував                                                        |                                    |
| U-641                              | типу VIIC                          | капітан-лейтенант Горст Рендтель               | не атакував                                                        |                                    |
| U-642                              | типу VIIC                          | капітан-лейтенант Герберт Брюннінг             | 8 березня потопив Leadgate                                         |                                    |
| U-665                              | типу VIIC                          | оберлейтенант-цур-зее Ганс-Юрген Гаупт         | не атакував                                                        |                                    |
| Діяв окремо (1 човен)              |                                    |                                                |                                                                    |                                    |
| U-633                              | типу VIIC                          | оберлейтенант-цур-зее Бернгард Мюллер          | 8 березня потопив Guido і затоплений контратакою куттера «Спенсер» |                                    |